# Georg Kandolf

Georg Kandolf

Georg Kandolf (* 9. November 1979 in Schladming) ist ein österreichischer Kulturmanager. Seit September 2024 ist er Geschäftsführer am Landestheater Niederösterreich.

## Leben

### Anfänge und Ausbildung
Kandolf wuchs in Stainach in der Steiermark auf. 
Er hatte Violinunterricht bei John R. Hauer (Musikschule Liezen), Walter Erla (Landesmusikschule Bad Ischl), Karl Vogt (Johann-Joseph-Fux-Konservatorium Graz) und Privatunterricht bei Prof. Christine Winkler (Wien). Nebenbei war er Konzertmeister des Ennstaler Jugendorchesters, Mitglied des Ennstaler Kammerorchesters sowie Mitglied der Ensembles „Die Dampfnudl’n“ und „push’n’funk“. Tourneen führten ihn nach Italien, Deutschland und in die Niederlande.
Er maturierte am BG/BRG Stainach und absolvierte anschließend seinen Präsenzdienst bei der Militärmusik des Gardebataillons Wien unter Hans Schadenbauer. Anschließend studierte er Rechtswissenschaften an der Karl-Franzens-Universität in Graz und fungierte während des Studiums als Assistent der Geschäftsführung beim internationalen Wettbewerb für Violoncello in Liezen. Er absolvierte am Institut für Kulturkonzepte den Zertifikatslehrgang „Regionales Kulturmanagement“. Später schloss er das Masterstudium Kulturmanagement an der Universität für Musik und darstellende Kunst Wien (Institut für Kulturmanagement und Gender Studies – IKM) ab.

## Kulturmanagement

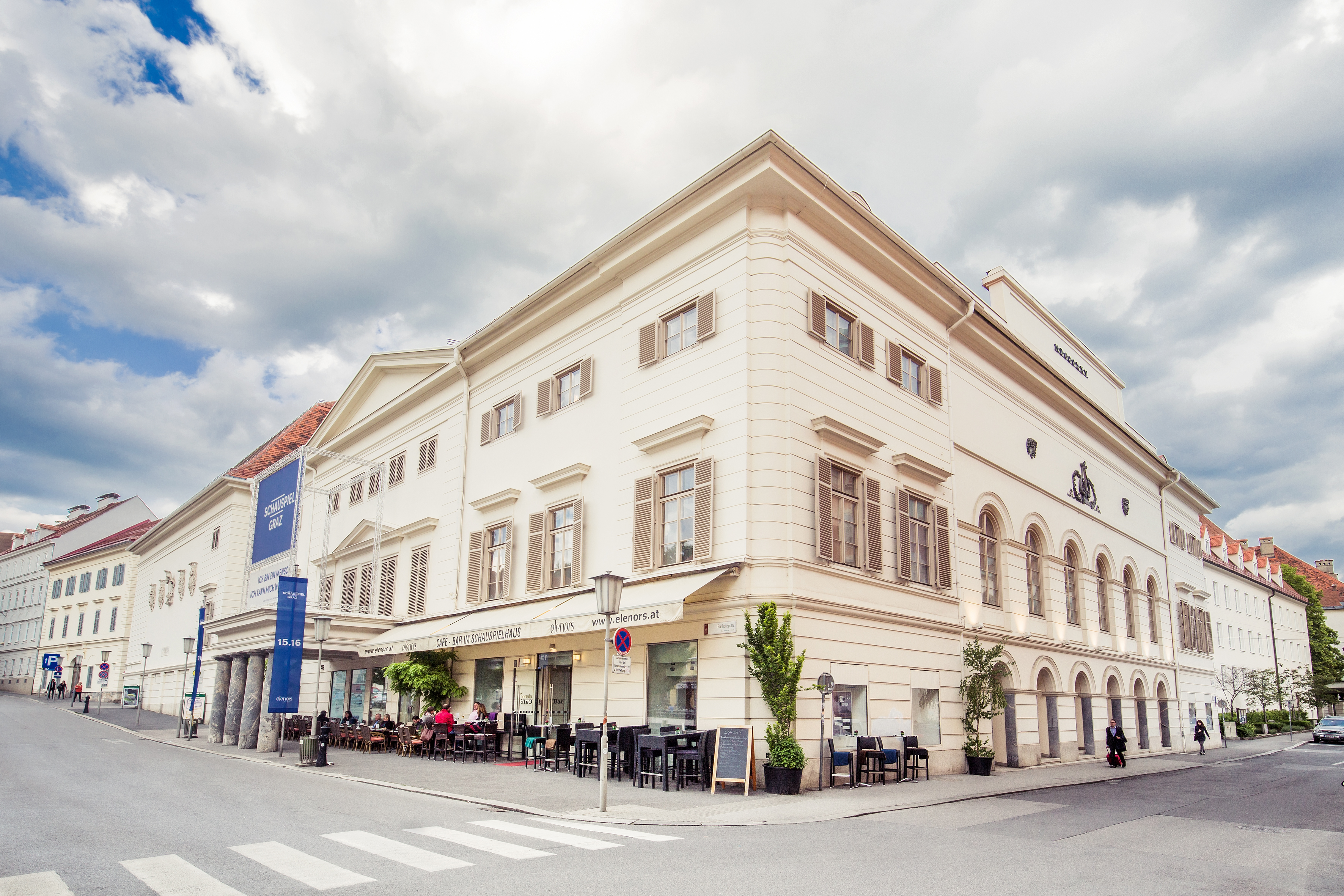
Schauspielhaus Graz – Außenansicht

### Schauspielhaus Graz – 2007 bis 2013

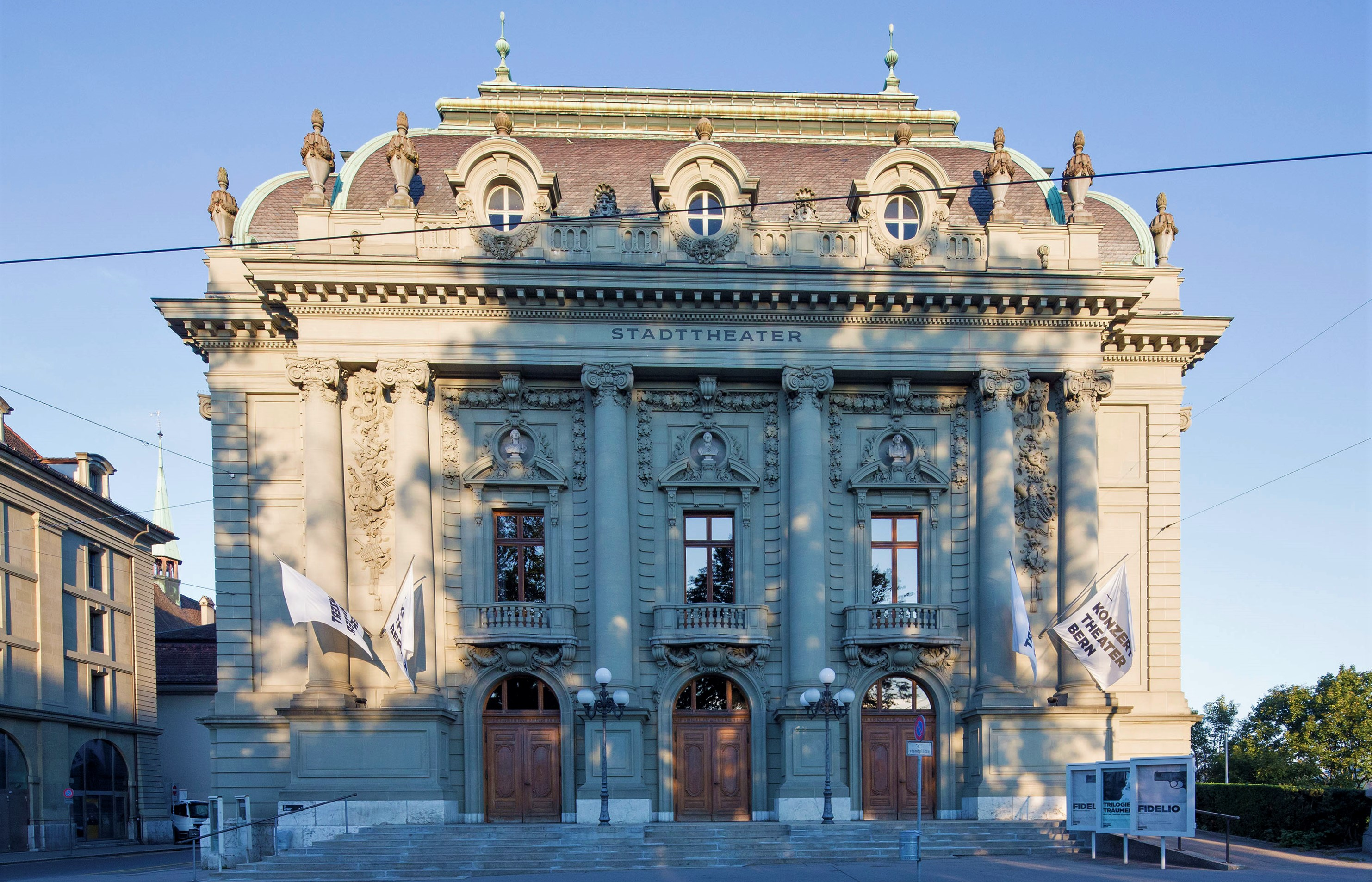
Das Konzert Theater Bern von außen

Georg Kandolf begann seine Theaterlaufbahn 2007 als Mitarbeiter im künstlerischen Betriebsbüro und Leiter der Statisterie des Schauspielhauses Graz unter Intendantin Anna Badora. Im Jahr 2009 übernahm er die Leitung des künstlerischen Betriebsbüros. Er arbeitete dabei mit zahlreichen Regisseuren zusammen, wie z. B. Pia Hierzegger, Viktor Bodó, Claudia Bauer, Ingo Berk, Christine Eder, Christina Rast, Bernadette Sonnenbichler, Patrick Schlösser, Tom Kühnel, Anna Badora, Georg Schmiedleitner, Franz Wittenbrink, Peter Konwitschny, Anna-Sophia Mahler, Tobias Kratzer, Götz Spielmann, Mariano Pensotti, Theu Boermans, Danielle Strahm, Boris Nikitin, Elmar Goerden, Bastian Kraft, Helmut Köpping, Barbara-David Brüesch, Sarantos Zervoulakos, Wojtek Klemm, Michael Simon, Fritz Ostermayer, Alexandra Liedtke, Yael Ronen, Sebastian Schug, Christiane Pohle, Oliver Frljić, Katrin Hiller, Walter Meierjohann und Krystian Lupa. Mitunter trat Kandolf an der Seite von Susanne Konstanze Weber und der späteren Nestroypreisträgerin Steffi Krautz als Bühnenmusiker in der Serie „whodunit“ auf. Das Schauspielhaus Graz gastierte in dieser Zeit unter anderem in Berlin, Bozen, Budapest, Bukarest, Częstochowa, Heidelberg, Hamburg, Moskau, Parma, Salzburg, Schwetzingen, Sibiu, Tel-Aviv, Temeswar, Wien und Zagreb.

### Konzert Theater Bern – 2013 bis 2015
Im Jahr 2013 wurde Kandolf von Intendant Stephan Märki als Verantwortlicher für das künstlerische Betriebsbüro an das Schweizer Mehrspartentheater Konzert Theater Bern verpflichtet. In dieser Funktion arbeitete er mit Operndirektor Xavier Zuber, der Direktorin für Tanz Estefania Miranda, der Schauspieldirektorin Iris Laufenberg und dem Chefdirigenten und Künstlerischen Leiter des Berner Symphonieorchesters Mario Venzago zusammen. Darüber hinaus mit vielen weiteren namhaften Künstlern wie Mirga Gražinytė-Tyla, Nanine Linning, Markus Bothe, Stephan Rottkamp, Volker Hesse, Jan-Christoph Gockel, Jetske Mijnssen, Ludger Engels, Miriam Clark, Jesko Sirvend, Uwe Schönbeck, Elia Rediger Emilio García Wehbi, Nigel Lowery, Albrecht Puhlmann, Martin Grubinger, Aris Argiris, Pavel Shmulevich, Christina Daletska, Evgenia Grekova, Mark Milhofer und Allison Oakes. Während der Zeit in Bern kam es zu Gastspielreisen zu den Mülheimer Theatertagen, dem Heidelberger Stückemarkt, den Berliner Autorentheatertagen und nach Winterthur.

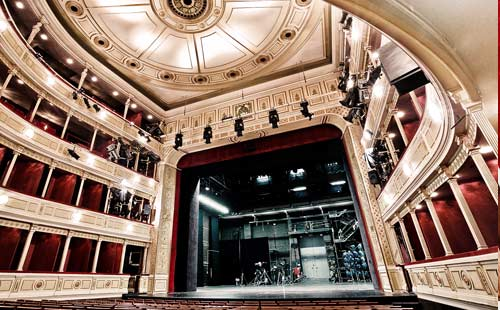
Bühne Schauspielhaus Graz

### Schauspielhaus Graz – 2015 bis 2024
2015 holte ihn Intendantin Iris Laufenberg als künstlerischen Betriebsdirektor und Chefdisponenten zurück nach Österreich. Kandolf zeichnet für die dispositionelle Gestaltung des Spielplans für die drei Standardbühnen (HAUS EINS, HAUS ZWEI und HAUS DREI) sowie aller externer Veranstaltungsorte und auch für die Programmierung von Gastspielen verantwortlich. Dabei arbeitet er kontinuierlich mit renommierten Künstlern, unter anderem Nikolaus Habjan, Johannes Silberschneider, Roland Neuwirth, Karl Markovics, Gottlieb Wallisch, Manuela Linshalm, Michael Köhlmeier, Hans Theessink, Adele Neuhauser, Joachim Meyerhoff, Daniel Glattauer, Deniz Yücel, Maria Bill, Willi Resetarits, Stubnblues, Peter Simonischek, Heinz Marecek, Manuel Rubey, Schiffkowitz, Günther Paal, Markus Schirmer, Gerald Votava, Der Nino aus Wien, Rainer Hauer, Ernst Molden, Wolf Haas, Christian Gansch, Folke Tegetthoff, Clemens J. Setz, David Linx, Jazz Bigband Graz, Yasmin Hafedh, Johannes Floehr, Friedrich Herrmann, radio.string.quartet, Stefan Sterzinger, Gerhard Balluch, Martin Brachvogel und Vesna Petković zusammen. Seit 2015 gastierte das Schauspielhaus Graz unter anderem in Berlin, Bonn, Bozen, Bregenz, Brixen, Chișinău, Fürth, Heidelberg, Köln, Leipzig, Meran, München, Schaan, Wien, Wiesbaden und Zug.

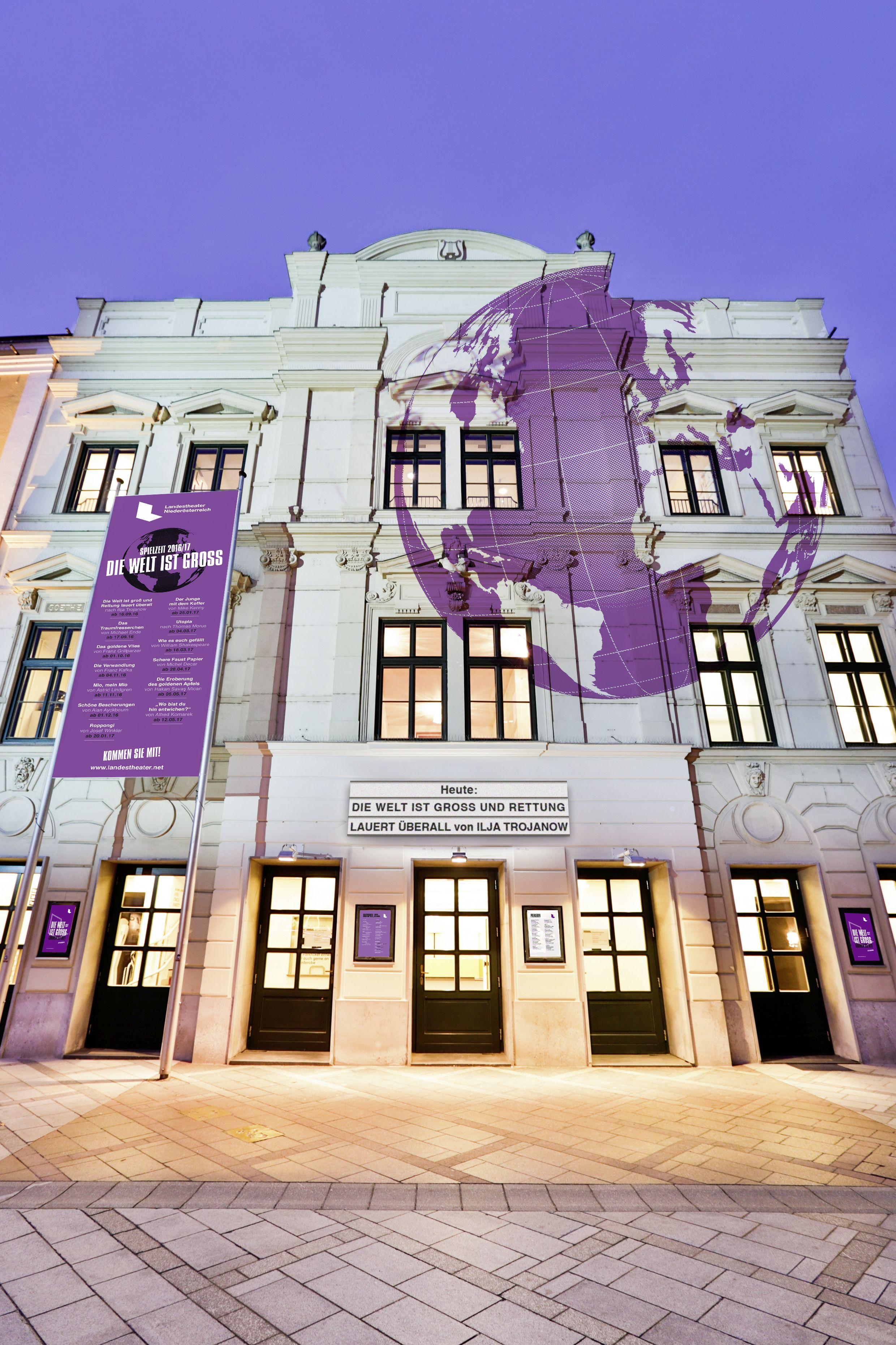
Landestheater Niederösterreich

### Landestheater Niederösterreich – seit 2024
Seit September 2024 wirkt Georg Kandolf als Geschäftsführer des Landestheaters Niederösterreich.

## Lehrtätigkeit
Kandolf unterrichtete bis 2023 regelmäßig als Gastvortragender am Career Service Center der Universität für Musik und darstellende Kunst Graz.

## Auszeichnungen
- Diploma Di Merito beim VII. Concorso Interregionale di Giovani Violinisti Studenti del Friuli-Venezia Giulia, Veneto, Trentino Alto Adige, Carinzia, Stiria, Salisburgo, Slovenia e Croazia